# Århus by night
Århus by Night er en dansk film fra 1989, skrevet og instrueret af Nils Malmros. I 1990 modtog Tom McEwan Robert for årets mandlige birolle for sin præstation i filmen.

## Handling
En ung århusiansk filminstruktør skal i gang med sin første film på stort budget. En film om hans egen barndom. Man følger filmens besværlige tilblivelse: den idealistiske og ambitiøse men umodne instruktør har problemer med skuespillerne og er tillige forelsket i den kvindelige hovedrolleindehaver. Endnu større problemer har han med det tekniske hold fra København. De brovtende københavnere har ikke meget til overs for århusianerne og de insisterer på at holde fri om aftenen hvor der skal drikkes og scores damer.

## Medvirkende
- Thomas Schindel, Frederik, filminstruktør
- Tom McEwan, Ronnie
- Michael Carøe, Flemming Jørgensen
- Søren Østergaard, Deleuran
- Lars H.U.G., Anton
- Line Arlien-Søborg, Lisa
- Niels Henrik Markvad, Michael, Lisas fyr
- Ghita Nørby, Frederiks mor
- Jørgen Kristian Schindel, Frederiks far
- Thomas Howalt Olsen, Jolle
- Vibeke Borberg, Pernille
- Robert Gellin, Filmarbejder
- Steen Stig Lommer, Filmarbejder
- Dennis Otto Hansen, Filmarbejder
- Henrik Tolboe, Knold
- Carsten Gjørtz, Tot
- Mads Jakob Poulsen, Freddy, Frederik som barn
- Thomas Rasmus Sørensen, Freddys kammerat
- Søren Bærentzen, Freddys kammerat
- Suzette Kempf, Johanne
- Eva Maria Zacho, Alice, pige der bider negle
- Peter Friis, Rødder der overfalder Frederik
- Ejner Andersen, Rødder der overfalder Frederik
- Michael Nørgaard, Rødder der overfalder Frederik
- Ilse Dickers, Dame på restaurant
- Elsebeth Bach Brixen, Randi
- Karin Flensborg, Randis mor
- Jens Søren Lykke, Randis far
- Linda Andersen, Mie, massagepige
- Vibeke Ankjær Axværd, Pia, massagepige
- Inger Gundersen, Servitrice i "Hvalrossen"
- Hans Otto Hjort Hansen, Ung mand på banegårdsplads
- Ib Tardini, Fuld mand
- Jørgen Lorentsen, Musiker trommeslager
- Lars Højgaard, Musiker keyboard